# Giuseppe Ciotta
 (Ascoli Satriano, 13 novembre 1947 – Torino, 12 marzo 1977) è stato un poliziotto italiano, assassinato da un terrorista di Prima Linea durante gli anni di piombo e insignito della medaglia d'oro al valor civile.

## Biografia
Giuseppe Ciotta nacque ad Ascoli Satriano, in provincia di Foggia. Qui si formò e studiò per entrare nella Polizia di Stato, 
dove fu preso come allievo alla scuola Allievi Agenti Guardie di pubblica Sicurezza presso Nettuno (Roma). Divenuto quindi agente effettivo, fu poi trasferito a Bolzano. Nominato brigadiere, prestò ancora servizio a Peschiera, Nettuno e Roma
, per poi destinato alla Questura di Torino 
nel 1975 ed affiancare l'allora commissario Giorgio Criscuolo, con l'intento di aiutare il Nucleo Speciale Antiterrorismo di Torino, costituito dal Generale dei Carabinieri Carlo Alberto dalla Chiesa.

Ciotta prese quindi servizio alla sorveglianza esterna degli ambienti studenteschi torinesi, come ad esempio al Politecnico di Torino, al Galileo Ferraris, e la Facoltà di Architettura. Inserito nelle indagini nel delicato contesto storico dei cosiddetti "anni di piombo", la sua dimestichezza nell'intrufolarsi nelle amicizie e nelle organizzazioni di contestazione dell'allora gioventù studentesca rivoluzionaria, gli fece guadagnare il soprannome di "Serpico", nome di uno scaltro poliziotto americano di un film uscito in quegli anni. Nel tempo tuttavia, tale fama tornerà a suo sfavore, poiché ritenuto personaggio scomodo per alcuni rivoluzionari di quel periodo.

### L'omicidio
Una frangia armata di Prima Linea, organizzazione terroristica fuoriuscita da Lotta Continua nei primi anni settanta, decise l'uccisione del poliziotto. Quest'ultimo, alle 8 del mattino del 12 marzo 1977 si accingeva ad uscire dalla propria abitazione di Via Gorizia, 67, quartiere Santa Rita di Torino, per prestare servizio. Mentre stava salendo sulla sua vettura, tre terroristi gli si avvicinarono e venne ucciso da uno di loro, con tre colpi di pistola.
L’aggressione fu rivendicata dai terroristi delle “Brigate Combattenti Prima Linea”, già responsabili di altri gravi fatti criminosi e decisi a percorrere la strategia della tensione contro le indagini e i processi al nucleo storico delle Brigate Rosse. L'esecutore materiale dell'omicidio fu poi identificato in Enrico Galmozzi, già autore dell'omicidio Pedenovi a Milano, quindi condannato a 27 anni di carcere (ne sconterà solo 11). La salma del poliziotto fu traslata e sepolta presso il cimitero del suo paese natale, Ascoli Satriano.
Ciotta fu considerata la prima vittima del terrorismo degli anni di piombo in Piemonte.
A maggio 2004, su proposta del Ministro dell'Interno Giuseppe Pisanu, Ciotta fu insignito della Medaglia d'Oro al Merito Civile e, a maggio 2010, su proposta del Ministro dell'Interno Roberto Maroni, della Medaglia d'Oro "Vittime del terrorismo". Il nipote di Ciotta, Potito Perruggini, ha promosso varie iniziative culturali e di memoria su questi eventi attraverso la fondazione dell'Osservatorio nazionale per la Verità storica “Anni di piombo”.